# Banco misto
Os Bancos Mistos (ou também: Bancos Múltiplos) foram criados no Brasil como medida de redução de custo do sistema financeiro, que até a década de 1970 se baseava nas cartas-patentes, tipo de concessão dada pelo governo a quem quisesse abrir bancos, mediante o pagamento de determinado valor. Para reduzir esse custo, o governo resolveu permitir que as instituições financeiras passassem a operar com uma única carta-patente, desde que fossem pertencentes aos seguintes tipos: banco comercial, banco de investimento, corretora de valores ou financeira. Para efeitos de financiamento a longo prazo, ele opera no mercado financeiro e no mercado de capitais.